# Tony Smet
Antoine Joseph Gislain „Tony“ Smet (* 16. Februar 1870 in Tournai; † unbekannt) war ein belgischer Fechter.
Er nahm im Jahr 1900 an den Olympischen Sommerspielen im Florett und Degen für Amateure teil. Im Florettbewerb konnte er nach Siegen gegen Charles Guérin aus Frankreich und de Saint-Aignan ebenfalls aus Frankreich in den ersten  beiden Runden das Halbfinale erreichen, in dem er dann mit 1:6 Siegen ausschied. Im Endergebnis belegte er den 10. Rang. Im Degenbewerb konnte er das Viertelfinale erreichen, schied jedoch in diesem aus.